# 咱台灣
《咱台灣》是一首台灣日治時期的流行歌，詞、曲皆為政治運動家蔡培火所作，完成於1929年。後來於1933年至1934年期間，本曲由古倫美亞唱片灌製並發行，由奧山真吉配樂、歌手林氏好演唱，讚頌美麗的台灣家園。本曲與《台灣自治歌》齊名，皆為蔡培火的知名詞曲作品。《咱台灣》的歌詞中，充滿了對台灣地理的介紹，包含了台灣的山海特色、日月潭及阿里山、草木動植物多樣性、西接中國福建省与北鄰日本九州等。另外，對於台灣歷史、人文及族群也有所著墨，如歌曲提到台湾明郑时期开始的一系列开垦与建设等。

## 歌詞賞析
《咱台灣》共有三段歌詞，第一段描述台灣的景觀，包含了台灣的山海特色、日月潭及阿里山，還有草木、動植，提到了水田邊的白鷺鷥、水牛背上歇息著烏秋；第二段前半描述台灣是寶庫，因為有豐富的物產，大樹林立有如金銀，有採茶唱山歌的年輕人，一年雙收的稻子割不完，魚和水果比土還要多；後半提到先人的開墾，感謝上天的眷顧。第三段描述台灣的地理位置，西接中國福建省、東北鄰日本九州，接著提到原住民，期待大家和平相處，定能成為東方瑞士。

## 改編
終戰後，舞蹈家蔡瑞月從日本學成返台，就在船上以《咱台灣》創作現代舞「咱愛咱台灣」。後來音樂家蕭泰然將本曲改編成以長笛、雙簧管、單簧管、聲樂與鋼琴為編制的樂曲，並修改第二、三段歌詞。

## 外部連結
- YouTube上的咱台灣(song)